# Camarina
Camarina (en grec antic Καμὰρινα) era una famosa ciutat grega de Sicília a la costa sud de l'illa, a la boca del riu Hiparis (o Hipparis), a uns 35 km a l'est de Gela.
Tucídides diu que era una colònia de Siracusa fundada el 599 aC (any de la XLV olimpíada). Va prosperar ràpidament i el 553 aC va intentar independitzar-se de Siracusa sense èxit; la revolta va ser reprimida l'any 552 aC i la ciutat destruïda fins als fonaments. Va restar despoblada fins al 495 aC any en què Hipòcrates, tirà de Gela, per mitjà d'un tractat amb Siracusa, en va obtenir la possessió i va recolonitzar la ciutat. Hipòcrates va prendre el títol de "fundador" (oekist), diuen Heròdot i Tucídides. Uns anys més tard Geló I de Gela, successor d'Hipòcrates, després de fer-se amo de Siracusa, va expulsar tots els habitants de Camarina el 485 aC i va destruir la ciutat per segona vegada.
Després de l'expulsió de Trasibul de Siracusa i del retorn dels exiliats a les seves ciutats, Gela va establir una nova colònia a Camarina i va entregar lots de terra als colons, cap a l'any 461 aC, segons Diodor de Sicília. Píndar diu que el 461 aC es va celebrar la victòria de Psaumis de Camarina als Jocs Olímpics, i diu que la ciutat s'acabava de fundar. Píndar explica que els edificis es van construir ràpidament i la prosperitat va arribar molt aviat, iniciant un període de pau i prosperitat més llarg que mai abans. La ciutat, tot i ser colònia de Gela, era independent i va adquirir un rang elevat entre les ciutats gregues. La seva línia política marcava una clara oposició a Siracusa, tot i ser la població del mateix origen dòric.
A la guerra entre Siracusa i Leontins el 427 aC va ser l'única ciutat dòrica que va fer costat a la segona. La ciutat tenia un partit favorable a Siracusa que uns anys després devia assolir el poder o devia poder influir el suficient per fer un tractat de treva amb la veïna Gela que va portar a la pau general. Al tractat final, Camarina conservava la possessió del territori de Morgantina que era a l'interior, lluny, i no se sap pas perquè la posseïa Camarina o perquè li va ser adjudicada. Uns anys després Camarina es va aliar a Atenes que al seu torn donava suport armat a Leontins, abans de l'expedició atenenca, però quan aquesta va arribar a Sicília, Camarina va rebutjar la col·laboració amb els atenencs per por del seu poder i es va comprometre a mantenir una estricta neutralitat. Cap a la fi del conflicte quan es va veure que la sort es decantava en favor dels siracusans, va enviar un petit contingent a donar suport a Siracusa, segons Tucídides.
Uns anys després, la invasió cartaginesa va suposar un cop molt fort per la prosperitat de Camarina. El general Himilcó va assolar el territori el 405 aC, però no va atacar la ciutat. Quan Dionís el Vell no va poder impedir la caiguda de Gela i els seus habitants van ser abandonats a la seva sort, els habitants de Camarina van evacuar la ciutat i es van retirar cap a Siracusa, i més tard cap a Leontins, segons Diodor de Sicília i Xenofont. Pel tractat signat poc després entre Dionís i els cartaginesos, els ciutadans de Camarina, Gela i Agrigent van ser autoritzats a retornar a les seves llars, però com a tributaris de Cartago, i no podrien restaurar les seves fortificacions. No és segur que el tractat fos respectat per la part de Camarina perquè els seus soldats apareixen pocs anys després lluitant al costat de Dionís contra els cartaginesos. Camarina sens dubte va romandre sota control de Dionís durant tot el seu regnat. Després de la seva mort va donar suport a Dió en la seva marxa a Siracusa i van aportar tropes auxiliars.
Quan Timoleó va restaurar la llibertat de totes les ciutats de la meitat oriental de Sicília, Camarina va rebre un cos de nous colons i va recuperar certa prosperitat, però més tard va tornar a patir durant la guerra entre Agàtocles i els cartaginesos. Poc temps després de la mort de Agàtocles va ser atacada i saquejada pels mamertins.
Durant la Primera Guerra Púnica Camarina va ser aliada de Roma El general cartaginès Amílcar la va ocupar l'any 258 aC per l'acció d'un grup de la ciutat favorable als cartaginesos, però aviat la van recuperar els cònsols romans Aulus Atili Calatí i Gai Sulpici Patèrcul, encara que va ser castigada per la deslleialtat, i una part de la població va ser venuda al mercat d'esclaus, diu Diodor de Sicília. El 255 aC la flota romana es va enfonsar per una tempesta en aigües properes a Camarina i de 364 naus només 86 es van salvar. Les restes del naufragi ocupaven tota la costa. Sota domini romà va anar decaient i perdent població i el seu nom desapareix de la història. Estrabó diu que era una ciutat que havia desaparegut gairebé completament al seu temps, però Plini el Vell i Claudi Ptolemeu diuen que encara existia almenys fins al segle ii, si bé segurament com un llogaret. Després ja no torna a aparèixer. La ciutat mai es va reconstruir i encara avui és un despoblat. A la costa hi ha una torre que es diu Torre di Camarana.
Les restes de la ciutat són bastant importants. Ocupava un turonet entre dos rierols: el Flume di Camarana (segurament l'Hiparis) i el Flume Frascolari (segurament l'Oanis) L'origen del riu era a una vila de nom actual Comisó. Prop de la ciutat, a Favara, no lluny de Santa Croce, hi havia unes fonts que podrien ser les Fonts de Diana a les que fa referència Gai Juli Solí. No lluny de la ciutat hi havia el Llac de Camarina que arribava fins a les muralles de la ciutat pel nord, i en realitat era una maresma que no va ser drenada perquè l'oracle de Delfos ho va desaconsellar, però finalment un dia es va decidir fer el drenatge, i mentre es treballava les muralles van quedar obertes i els enemics es van aprofitar d'això per ocupar la ciutat. No se sap quan va passar això ni si realment és cert, però va originar un proverbi grec. Les restes principals són les muralles, vestigis d'un temple (convertit en església), restes del port, i parts d'alguns edificis. S'han trobat moltes monedes, la majoria del període 460 aC a 405 aC, que porten al riu-déu Hiparis representat amb banyes, o bé a Hèracles i una quadriga, suposadament per commemorar una victòria a les curses de carros dels jocs olímpics.